# Pošná
Pošná (deutsch Poschna) ist eine Gemeinde in Tschechien. Sie liegt drei Kilometer südöstlich von Pacov und gehört zum Okres Pelhřimov.

## Geographie
Pošná befindet sich im Südwesten der Böhmisch-Mährischen Höhe an der Anhöhe Vrších über den Tälern der Bäche Novodvorský potok und Kejrovský potok. Nördlich erhebt sich der Vrších (586 m), im Südosten V Čihadle (616 m), südlich der Proseč (615 m) und im Westen der Ve Vrších (589 m).
Nachbarorte sind Roučkovice und Samšín im Norden, Přáslavice, Houskův Mlýn und Útěchovice im Nordosten, Zahrádka und Litohošť im Osten, Leskovice und Nesvačily im Südosten, Proseč, Nízká Lhota und Nový Dvůr im Süden, Důl und Dolský Mlýn im Südwesten, Propad und Cetoraz im Westen sowie Vejvarka, Pacov, Kuňovka und Nová Ves im Nordwesten.

## Geschichte
Erstmals urkundlich erwähnt wurde das Dorf im Jahre 1369. Pošná gehörte bis zur Mitte des 19. Jahrhunderts zur Herrschaft Proseč und Pošná.
Nach der Aufhebung der Patrimonialherrschaften bildete Pošna/Poschna ab 1850 eine Gemeinde in der Bezirkshauptmannschaft Pelhřimov. Zwischen 1877 und 1890 war Pošna mit Proseč und Nesvačily zur Gemeinde Proseč-Pošna vereint. Seit dem Ende des 19. Jahrhunderts wird der Ortsname Pošná verwendet. 1947 wurde das Dorf dem Okres Pacov zugeordnet. Seit dessen Aufhebung im Jahre 1961 gehört Pošná wieder zum Okres Pelhřimov. Zugleich wurde die Gemeinde Proseč u Pošné einschließlich Nesvačily zum Ortsteil von Pošná. 1980 wurde Zahrádka eingemeindet, das zuvor ein Ortsteil von Útěchovičky war. Im selben Jahre erfolgte die Namensänderung des Ortsteiles Proseč u Pošné in Proseč.

## Gemeindegliederung
Die Gemeinde Pošná besteht aus den Ortsteilen Nesvačily (Neslatschil), Pošná (Poschna), Proseč (Prosetsch) und Zahrádka (Sachradka) sowie der Einschicht Na Pazdernách.
Das Gemeindegebiet gliedert sich in die Katastralbezirke Pošná, Proseč u Pošné und Zahrádka u Pošné.

## Sehenswürdigkeiten
- Barockschloss Proseč, das im 18. Jahrhundert aus einer Renaissancefeste mit zwei Seitenrondellen errichtete Bauwerk dient heute als Seniorenwohnsitz.
- Kirche des hl. Bartholomäus in Pošná, die in der zweiten Hälfte des 13. Jahrhunderts errichtete Kirche wurde 1680 barock umgestaltet. Im Innern sind gotische Wandgemälde aus dem 14. Jahrhundert erhalten
- Kapelle in Pošná
- Kapelle in Nesvačily
- Kapelle in Proseč
- Kapelle in Zahrádka, errichtet 1884